# Agrupació d'Aquarel·listes de Catalunya
L'Agrupació d’Aquarel·listes de Catalunya és una associació artística catalana que té la seu a Barcelona i que es dedica, principalment, a foment de l’art de l'aquarel·la. Els seus orígens es remunten al Centre d’Aquarel·listes fundat per Tomàs Moragas l’any 1865, de manera que és una de les associacions artístiques catalanes més antigues entre les encara existents. Es denomina Agrupació d’Aquarel·listes de Catalunya des del 1919.

## Història

### Centre d'Aquarel·listes
L’any 1865 Tomàs Moragas, que feia poc que havia retornat a Barcelona després de la seva primera estada a Roma, va fundar un Centre d’aquarel·listes vinculat a l’associació artística anomenada Taller Embut. Poc després, i arran de la desaparició del Taller Embut, els aquarel·listes van buscar un nou local i es van establir pel seu compte, primer, a la seu del Foment de la Producció Nacional (Palau Maldà, 1879) i tot seguit a la Casa de la Canonja (Pia Almoina). En una exposició celebrada a la galeria de Josep Munter l’any 1876 es feia notar la presència de nombroses aquarel·les.
Els primers presidents i homes forts de l'entitat van ser, a més de Tomàs Moragas, Joan Planella i Rodríguez, Josep Lluís Pellicer i Benet Mercadé
L’any 1881 un grup de socis del Centre amb interessos més enllà de l’aquarel·la se’n va voler escindir per fundar el Cercle Artístic de Barcelona. Però va ser una escissió efímera, ja que el 1883 eren aprovats uns nous estatuts de l'entitat resultant sota la denominació “Centre d’aquarel·listes”. L’any 1885 aquest Centre d’aquarel·listes celebrava una important exposició al Museu Martorell de Barcelona (entre les obres presentades en aquesta exposició hi havia La nena obrera, de Joan Planella). El 1887 se’n va celebrar una altra a la Sala Parés.
De tota manera, aquell mateix any 1887 es produïa la fusió del Centre d’Aquarel·listes amb un grup de socis de l'Ateneu Barcelonès que promovien una nova associació artística a la ciutat. L'entitat resultant de la fusió es va denominar “Cercle Artístic” i inicialment va tenir la seva seu a la Casa Gibert de la Plaça de Catalunya.
Entre aquest any 1887 i fins al 1919 el Cercle Artístic de Barcelona va aixoplugar les activitats dels aquarel·listes, que es van desenvolupar sota el seu paraigua institucional.
Finalment, l’any 1919 es va constituir l’Agrupació d’aquarel·listes de Catalunya liderada per Joan Baixas i amb seu al taller que el mateix Baixas tenia al carrer del Pi. Amb aquesta iniciativa culminaven els esforços iniciats per Tomàs Moragas el 1865 de constituir i consolidar una associació d’aquarel·listes.

### Agrupació d'Aquarel·listes
Abans d’acabar l’any 1919 l’Agrupació d’aquarel·listes de Catalunya ja va organitzar una exposició col·lectiva de presentació de la nova entitat a la Sala Parés.
A l’any següent (1920) es van fer la segona i la tercera exposició (a la Sala Parés i les Galeries Laietanes, respectivament)
Dues noves exposicions van tenir lloc l’any 1921, a les Galeries Laietanes
La vuitena exposició tenia lloc el juny de 1922 a la Sala Parés. També se'n va fer una al Centre de Lectura de Reus
La novena es va presentar a la sala d’exposicions dels grans magatzems El Siglo (1923)
Des d’aleshores les exposicions col·lectives de l'entitat es van anar succeint a un ritme anual fins al mes de maig de l’any 1936, quan va tenir lloc la 26ena exposició a les Galeries Laietanes.
La sèrie d’exposicions col·lectives es va reprendre i es va mantenir amb regularitat després de la Guerra Civil. de 1936-39
L’any 1942 la tradicional exposició tenia lloc a les Galeries Laietanes, homenatjant Joan Llaverias i Francesc Galofre i Oller.
L'exposició del 1944 celebrava el 25è aniversari de la creació de l’Agrupació (Palau de la Virreina)
L’obertura d'una nova seu social de l'entitat al carrer Provença de Barcelona, l’any 1950, encetà un període de major dinamisme i projecció pública 
L’any 1965 es va celebrar el primer centenari de l'entitat i amb aquest motiu la tradicional exposició va revestir caràcter retrospectiu, denominant-se “Cent anys d’aquarel·la”. Es va celebrar a les sales d’exposicions que aleshores existien al Palau de la Virreina.
L’any 2017 se celebrava la 105ena exposició col·lectiva anual.

## Activitats
Les activitats de l’Agrupació d’Aquarel·listes de Catalunya inclouen classes del natural, classes magistrals, tallers, cursos, conferències, concursos, exposicions individuals i col·lectives, participació en certàmens nacionals i internacionals, festes, celebracions i commemoracions, etc.
Ha tingut diverses seus socials. El 1950 es va establir al carrer Provença 282. Actualment té la seu al carrer de la Diputació número 423 de Barcelona
El local del carrer de la Diputació compta amb tallers de paisatge, natura morta i dibuix del natural, a més d'una sala d’exposicions.

## Presidents
- Joan Baixas i Carreter
- Francesc Galofré i Oller (1920-1927)
- Pau Sabaté Jaumà (1927-1936)
- Miquel Risques
- Lluís Lleó Arnau
- Aureli Pelàez de Ojeda
- Tomàs Sayol i Sala (1955-)
- Josep Gaspar i Romero
- Josep Maria Martínez Lozano
- Vicenç Badalona Ballestar
- Josep Antoni Espinosa de los Monteros (des del 2009)